# Observatório de Simeiz
O Observatório Simeiz (em russo: Симеи́зская обсерватория; em ucraniano: Сімеїзька обсерваторія) foi um observatório de pesquisa astronômica até meados da década de 1950. Ele está localizado no Monte Koshka, Crimeia, Ucrânia, na cidade de Simeiz. Parte do Observatório Astrofísico da Crimeia, é usado atualmente para os estudos baseados em laser de órbitas dos satélites. O observatório foi organizado por um astrônomo amador e mais tarde membro honorário da Academia de Ciências, M. Maltsov. Em 1900 ele construiu uma torre para o refrator em seu lote de terra perto de Simeiz. Em 1906 uma torre com cúpula foi colocada em Zeiss. Ambas as torres são preservados e são usadas ainda hoje. Em 1908 Maltsov deu seu observatório ao de Pulkovo como um presente. Em 1912, o primeiro departamento de astrofísica do Observatório de Pulkovo foi inaugurado oficialmente no sul da Rússia.